# المخاطر المهنية لغبار الظفر البشري
يُعد استخدام أجهزة حفر الأقدام، مع غياب الضوابط الهندسية ومعدّات الوقاية الشخصية، إحدى المخاطر المهنية على مقدّم الرعاية الصحية. تبين أن غبار الأظافر المتجمع خلال إجراءات العناية بالأقدام في المراكز، يحوي على الكيراتين وحلامة الكيراتين والحطام الميكروبي وعناصر فطرية عيوشة بما في ذلك الفطريات الجلدية (الأكثر شيوعًا الشعروية الحمراء) والرميات. تتفاوت الصلة بن التعرض لغبار الأظافر البشري والاختطار المرتبط بحسب السياسات والممارسات المجراة في الموضع ونمط جهاز حفر الأقدام المستخدم وتقنيات العلاج وتكرارية الإجراء ومعدات الوقاية الشخصية المستخدمة بالإضافة إلى استخدام أنظمة التهوية.

## تشكل غبار الأظافر
قد يستخدم مقدمو الرعاية الصحية أجهزة حفر الأقدام في التعامل مع الأظافر السميكة عند المرضى، بغية تخفيف الألم أو حدّه بالإضافة إلى منع أو علاج التقرحات تحت الظفر وتأمين اختراقية أفضل للعوامل المضادة للفطريات الموضعية، أو تحسين ترمم الجلد، وكل ذلك في محاولة لتحسين نوعية حياة المريض. في دراسة أجراها ميللر، أفاد 65% من المستجيبين بأنهم يقلّمون بشكل روتيني الأظافر سميكة. ومع ذلك، فإن الفعالية المتقدّمة عند استخدام الأدوية المضادة للفطريات مثل إيتراكونازول وتيربينافين تقلل الحاجة إلى تجريف هذه الأظافر المصابة.
تحتوي أجهزة حفر الأقدام على مثقب ميكانيكي دوار يمكن ضبطه على مجموعة من السرعات التي تصل عادة إلى 12000 دورة في الدقيقة، وقد يحوي أو لا يحوي على نظام شفط وتهوية موضعي متكامل. حتى مع أكثر مستخلصات الغبار فعالية، فإن عملية إنضار الأظافر الكهربائية ليست خالية من المخاطر تمامًا لأن نواتج العملية تتراوح فعاليتها بين 25% و92% في تقليل الجزيئات المحمولة في الهواء. بينما تستقر الجسيمات الكبيرة على الأرض، تبقى كميات متفاوتة من الجسيمات الصغيرة معلقة في الهواء ويمكن أن يستنشقها الممارس أو تعلق في البيئة المحيطة به. تتراوح أحجام الجسيمات بين 0.1 و100 ميكرومتر، ولا يتجاوز قطر 86% من هذه الجسيمات عن 5 ميكرومتر، الأمر الذي يسمح عبورها إلى الحويصلات الهوائية.

## العداوى التي يحملها المرضى
سُجّلت العديد من حالات المرضى الذين يعانون من عداوى فطرية مثل الشعروية، وصلتها بالربو، الأمر الذي يدعم احتمالية انتقال الأمراض التنفسية إلى مقدم الرعاية الصحية عند تعرّضه إلى غبار الظفر البشري الحامل للميكروبات. في عام 1975، وُصفت عدوى فطرية جلدية عند مريض يعاني من قوباء حلقية شديدة. حسن علاج الفطار حالة الربو عند المريض. يخفف العلاج المضاد للعديد من عداوى شعرويات القدم الأخرى الأعراض المترافقة معها مثل الحساسية والربو والتهاب الأنف.

## إجراءات التحكم
يعد التعرض المزمن لغبار الظفر البشري خطرًا مهنيًا شديدًا يمكن تقليله من خلال تجنب إنتاج مثل هذا الغبار، ومن أفضل الممارسات لذلك، تجنب الإنضار الكهربائي أو ثقب الأظافر الفطرية ما لم يكن العلاج ضروريًا. عندما يكون الإجراء ضروريًا، من الممكن تقليل التعرض باستخدام شفاطات غبار الأظافر والعادم الموضعي وتقنيات التدبير المنزلي الجيدة ومعدات الوقاية الشخصية مثل القفازات والنظارات أو النظارات الواقية وواقيات الوجه وكمامات وحيدة الاستعمال، المجهزة بشكل مناسب للحماية من مخاطر غبار الأظافر والحطام المتطاير.